# Comarca del Valle de Güímar
La comarca del Valle de Güímar es una de las 11 comarcas en la que se divide la isla de Tenerife (Islas Canarias, España).
Se sitúa en la vertiente sureste de la isla y comprende los municipios de Arafo, Candelaria y la parte del término de Güímar incluida en el valle de Güímar, salvo las partes altas adscritas a la comarca del Macizo Central.
La superficie total aproximada de 7.923 hectáreas.
En 1996 el vino del valle de Güímar obtuvo un sello de denominación de origen propio.